# MLB Advanced Media
MLB Advanced Media (MLBAM) est une société en commandite du club des propriétaires de la Ligue majeure de baseball basée à New York et spécialisée dans l'Internet et les médias interactifs.
Robert Bowman, président et directeur de MLBAM, a indiqué en mai 2012 que MLBAM génère autour de $620 millions de dollars de revenu par an. Forbes a écrit que MLBAM est  "la Plus grande Entreprise de Médias, dont vous n'avez jamais entendu parler".
La société exploite le site web officiel de la ligue et la trentaine de sites web des clubs via MLB.com qui attire de quatre millions de visites par jour. Le site propose des actualités, les classements, les statistiques, et les horaires, et les abonnés ont accès à de l'audio en direct et diffuse la vidéo de la plupart des jeux. La société emploie également des journalistes, avec un attaché à chaque équipe pour la saison et d'autres plus généraux. MLB Advanced Media détient et exploite également le service BaseballChannel.tv et la MLB Radio.
MLBAM gère ou détient les sites web officiels de la Ligue mineure de baseball, YES Network (la chaîne de télévision des Yankees de New York), SportsNet New York (la chaîne de télévision de la New York Mets).[réf. nécessaire] Il a également fourni l'infrastructure pour les réseaux et services WWE Network, WatchESPN, ESPN3, HBO Now, et le direct du PGA Tour ,.

## Historique
La Ligue majeure de Baseball Advanced Media a été créé en 2000 par le propriétaire Bud Selig pour consolider les droits en ligne et la vente de billets des équipes de la Ligue Majeure de Baseball. MLBAM devait être capitalisée autour de 120 millions de dollars à raison d'un million de dollars par équipe par an pendant quatre ans. La société a d'abord commandité une société tierce pour développer des sites web qui n'ont pas fonctionné ce qui l'a conduit à développer leur propre technologie. Une tentative en 2002 de fournir un service web autour du joueur japonais Ichiro Suzuki des Mariners n'a pas eu de succès. Ces échecs ont forcé MLB Avance Média a recourir à son droit pour obtenir une avance de la part du site Ticketmaster à la mi-2002.
Avec les 10 millions de dollars de l'avance de Ticketmaster, MLBAM a pu payer les salaires de ses employés et faire une nouvelle tentative de diffusion en ligne. Un match des Texas Rangers de New - York Yankees a été produit et diffusé en ligne le 26 août 2002. La société a continué d'ajuster la diffusion en ligne. Au printemps 2003, la société lance le service MLB.tv à $79.95 pour une saison complète ayant attirer 100 000 abonnés. Ces revenus ont permis de réduire les appels de fonds supplémentaires aux équipes, en prenant seulement de 77 millions de dollars de l'original prévu à $120 millions de dollars.
En 2005, MLBAM acheté par la société de vente de tickets Tickets.com pour une valeur d'environ 66 millions de dollars. MLBAM indique à l'époque que cet achat a été motivé par l'augmentation de la fréquentation à la fois la ligue majeur et les ligues mineures et de la nécessité de faire de l'achat d'un billet une formalité pour les fans. En 2007, MLBAM signe un accord pour cinq ans avec StubHub.
En avril 2008, MLBAM signe un contrat de gestion publicitaire avec Yahoo de trois ans, qui sera remplacé en avril 2011 par Auditude pour un contrat pluriannuel.
En avril 2013, la Ligue majeure de baseball investit une somme non divulguée dans DraftKings au travers de MLB Advanced Media, devenant la première organisation sportive professionnelle américaine à investir dans la Ligue fantasy.
Le 20 février 2014, Sports Illustrated annonce la création de 120 Sports, un service de streaming vidéo de sports , avec le soutien financier de MLBAM, la LNH, et de SilverCalice. Le concept est de fournir des vidéos de maximum 120 secondes.
En février 2015, MLBAM annonce son intention de scinder sa division technologique de diffusion en une société indépendante, avec des investissements par la MLB et les autres partenaires minoritaires. La création de BAMTech a été approuvé par le conseil d'administration le 13 août 2015. mais les propriétés spécifiques de la MLB (tels que MLB.com) restent sous le contrôle de la MLB. 
Le 4 août 2015, la Ligue nationale de hockey annonce un contrat de six ans avec MLBAM pour prendre en charge ses propriétés numériques dont les sites web, les applications mobiles, la gestion et la distribution de son service de streaming NHL GameCenter Live (nommé NHL.tv en dehors du Canada) ainsi que le déménagement de la station NHL Network dans les locaux de MLB Network. Ce contrat est estimé à 100 millions d'USD par an durant les 6 ans et une participation de 10% dans une scission de la division technologique de MLBAM,, qui prendra le nom de BAMTech.
Le 9 août 2016, la Walt Disney Company acquiert un tiers du capital de la société pour 1 milliard de dollars US, avec une option d'acquérir une participation majoritaire dans l'avenir,,. Cet investissement Disney est à relier à la création d'un service par contournement d'ESPN. Ce service n'inclurait aucune des chaînes actuelles d'ESPN canal ou aucun contenu, mais d'utiliser les productions liées aux droits détenus par BAMTech, la MLB, la NHL ou d'autres droits d'ESPN pour les universités.
Le 1er novembre 2016, MLB Advanced Media, annonce un partenariat avec Discovery Communications pour créer une coentreprise européenne nommée BAMTech Europe avec comme premier client Eurosport, le détenteur pan-Européen des droits sur les Jeux Olympiques.
Le 8 août 2017, Disney achète 42 % supplémentaires de BAMTech pour 1,58 milliard d'USD et porte sa participation totale à 75 %,.
Le 11 avril 2019, Disney renomme BAMTech en Disney Streaming Services.

## Filiales
- 120 Sports (en) LLC
- BAMTech (57%) est une coentreprise regroupant la MLB Advanced Media, la Walt Disney Company et la Ligue Nationale de Hockey qui fournit la technologie de diffusion en continu d'événements sportifs à ses clients. La société gère le streaming pour les chaînes HBO, MLB, NHL et de la WWE.
- Tickets.com (en)